# Горильская, Лилия Николаевна
Горильская Лилия Николаевна (род. 26 февраля 1988, Кривой Рог, Днепропетровская область) — украинская гандболистка.

## Биография
Родилась 26 февраля 1988 года в городе Кривой Рог Днепропетровской области.

## Спортивная карьера
Выступала за клуб «Мойра-Будаёрс» и женскую сборную Украины.